# 스튜던트 서비스
《스튜던트 서비스》(프랑스어: Mes chères études)는 2010년 공개된 프랑스의 영화이다.

## 출연

### 주연
- 데보라 프랑소와
- 마티유 데미

### 조연
- 알라인 카우치
- 벤자민 식수
- 애너 시가레비치
- 마크 차피토

## 기타
- 각색: 엠마누엘 베르코
- 배역: 안토니에트 불라